# گریفین (جورجیا)
گریفین، جورجیا (به انگلیسی: Griffin, Georgia) یک شهر در ایالات متحده آمریکا با جمعیت ۲۳٬۶۴۳ نفر است که در جورجیا واقع شده‌است.

## موقعیت جغرافیایی
موقعیت جغرافیایی شهرها و مناطق اطراف به شرح زیر است: